# Moscas volantes
Moscas volantes (do latim muscae volitantes, "moscas esvoaçantes") são proteínas ou minúsculas partículas de vítreo condensado, tecnicamente chamado de grumos, com diferentes índices de refração e motilidade dentro do olho que normalmente é transparente e homogêneo ao nascimento. À medida que envelhecemos o vítreo contrai-se e podem surgir essas pequenas imperfeições no vítreo que lançam sombras na retina ou refratam a luz causando manchas no campo visual. Elas podem ter a forma de pontos, linhas, ou fragmentos de teias de aranhas, que flutuam vagarosamente em frente aos olhos. Como são objetos intraoculares, não são considerados ilusões de ótica, mas sim fenômenos entópticos. São diferentes de neve visual, apesar dessas condições poderem coexistir. O desconforto causado pelas moscas volantes é chamado miodesopsia.

## Descrição
As moscas volantes estão suspensas no humor vítreo, o fluido viscoso ou gel que preenche o olho. Assim, geralmente acompanham os movimentos rápidos do olho, enquanto "deslizam" vagarosamente dentro do fluido. Moscas volantes localizadas um pouco fora do centro do olhar podem ser muito incômodas, pois quando são notadas a reação natural é tentar olhar diretamente para elas. Entretanto, as tentativas de se olhar diretamente para elas são frustrantes, pois as moscas volantes acompanham o movimento do olho e continuam fora da direção do olhar. Moscas volantes são, de fato, visíveis somente porque não ficam perfeitamente fixas dentro do olho. Embora os vasos sanguíneos do olho também obstruam a luz, estes são invisíveis sob circunstâncias normais (e assim não incomodam) pois estão numa localização fixa em relação à retina, e o cérebro "desliga" imagens estabilizadas através da adaptação neural. Essa estabilização não ocorre com as moscas volantes, uma vez que permanecem em movimento causando muito incômodo quando visíveis e em grande número.
Moscas volantes são percebidas mais facilmente durante a leitura ou quando se olha fixamente para um espaço monocromático como o céu ou uma parede de uma única cor. Apesar do nome "esvoaçantes", muitas destas têm a tendência de afundar no olho. Quando na posição supina (deitado ou olhando para cima), tende-se a concentrá-las próximo à fóvea, que é o centro da visão, enquanto o céu limpo e uniforme forma o fundo ideal para visualizá-las. A alta luminosidade durante um dia ensolarado causa contração das pupilas, reduzindo a abertura, tornando as moscas volantes mais nítidas e fáceis de visualizar.
Moscas volantes presentes ao nascimento podem permanecer pela vida toda, enquanto que em alguns casos podem desaparecer após semanas ou meses. Além disso, não são incomuns e representam uma das principais queixas de pacientes que buscam atendimento oftalmológico. Uma pesquisa com optometristas no Reino Unido em 2002 observou uma média de 14 consultas por mês por optometrista com esta queixa. As formas vistas são sombras projetadas na retina por pequenas estruturas de proteína ou de restos de outras células descartadas ao longo dos anos e aprisionadas no humor vítreo. Isto não é só um problema exclusivo de pessoas idosas, já que pode acontecer com pessoas mais jovens, especialmente se são míopes. Eles também são comuns após cirurgias de catarata ou trauma.
É comum pessoas com moscas volantes terem a sensação de ver coisas se movendo fora do seu campo de visão devido ao movimento delas nas pontas campo visual. A maioria consegue tolerar o problema e após algum tempo se esquecem do incômodo. Pessoas com casos mais graves podem ter a acuidade visual comprometida devido à grandes massas que permanecem diretamente sobre o foco visual.

## Causas
Existem várias causas para o aparecimento de moscas volantes, das quais as mais comuns estão descritas aqui. Em termos simples, qualquer lesão ocular que permita a entrada de material no humor vítreo é uma possível causa de moscas volantes.

### Sinérese vítrea
A causa mais comum das moscas volantes é a retração natural do humor vítreo, uma substância parecida com um gel que consiste em 99% de água e 1% de materiais sólidos. A porção sólida consiste em uma rede de colágeno e ácido hialurônico que lentamente se liquefaz durante a vida através de despolimerização da rede de colágeno. Durante esse processo, as fibras de colágeno quebram-se em porções menores chamadas fibrilas as quais são chamadas de moscas volantes. As moscas volantes que surgem desta forma tendem a ser em pequeno número e a ter um formato linear.

### Descolamentos vítreos posteriores e descolamento de retina

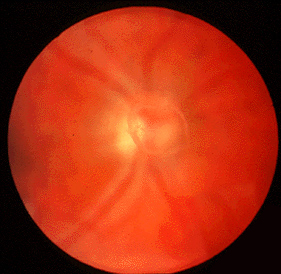
Anel de Weiss: uma estrutura grande em formato de anel que pode ser vista devido ao descolamento do vítreo do fundo do olho.

Com o tempo, o corpo vítreo perde sustentação e a sua estrutura encolhe. Isso causa o descolamento vítreo posterior, no qual a membrana vítrea é separada da retina sensorial. Durante esse descolamento, o encolhimento do vítreo estimula a retina mecanicamente, causando a visão de "flashes" luminosos através do seu campo visual, chamado formalmente de fotopsia. A retração total da membrana vítreo ao redor do nervo óptico às vezes faz aparecer uma grande mosca volante, geralmente no formato de um anel (Anel de Weiss). Nesse processo parte da retina pode ser arrancada pelo deslocamento do corpo vítreo, em um processo chamado descolamento de retina. Isso frequentemente causa o vazamento de sangue dentro do vítreo que é observado pelo paciente como um surgimento repentino de numerosos pontos movendo através do campo visual mesmo sem a movimentação ocular. O descolamento de retina requer atenção médica urgente, já que pode facilmente causar cegueira. O surgimento de "flashes" e o surgimento repentino de numerosas moscas volantes requerem uma investigação oftalmológica.

### Regressão da artéria hialoide
A artéria hialoide é uma artéria que atravessa o humor vítreo durante o período fetal e regride no terceiro trimestre da gravidez. Sua desintegração pode deixar restos celulares que causam as distorções de imagem desde o nascimento.

### Outras causas comuns
Outras causas comuns para moscas volantes incluem toxoplasmose, edema macular e hialose asteroide. A última é uma anomalia do humor vítreo, onde o cálcio gruda na rede de colágeno. As estruturas formadas assim movem vagarosamente com o movimento do olho, mas retornam às suas posições anteriores.

### Resíduos do fluido lacrimal
Às vezes o surgimento de moscas volantes pode ser atribuído a manchas escuras no fluido lacrimal. Tecnicamente não são moscas volantes, mas eles parecem ser do ponto de vista do paciente. Pessoas com blefarite ou uma glândula acinotarsal disfuncional frequentemente referem este problema, mas conjuntivite alérgica ou mesmo o uso de lentes de contato podem causar o problema. Para diferenciar entre material no humor vítreo do olho e resíduos no filme lacrimal, o indivíduo pode tentar piscar os olhos, pois os resíduos no filme lacrimal vão se mexer rapidamente com uma piscada, enquanto que moscas volantes dificilmente vão responder a isso. Resíduos no filme lacrimal são um diagnóstico de exclusão pela eliminação da possibilidade de moscas volantes ou degeneração macular.

## Diagnóstico
Moscas volantes podem ser vistas por um médico com o uso de um oftalmoscópio ou biomicroscópio. Aumentando a iluminação de fundo ou usando uma fenda estenopeica ("pinhole") para diminuir o diâmetro da pupila permite uma melhor visualização das suas moscas volantes. A cabeça pode ser inclinada de uma maneira que uma das moscas volantes deslize para o eixo central do olho.

## Tratamento

### Tratamento clínico
Atualmente, não há consenso de tratamento para moscas volantes. Cirurgia de vitrectomia para removê-las não são aconselhadas por serem arriscadas e poderem causar problemas mais graves ou até cegueira (em casos raros). O indivíduo deve ter em mente que moscas volantes podem tornar-se menos incômodas à medida que a pessoa envelhece acostumando-se a elas ou até mesmo não as notando mais.
Outro tratamento é a vitreólise a laser. Neste procedimento, um laser de granada de ítrio e alumínio "YAG" é focalizado na mosca volante e, em um rápido disparo, vaporiza a estrutura em outra menos densa e com uma consistência não tão notável. Este procedimento pode consumir tempo e não há consenso sobre sua eficácia. Um estudo descobriu que a vitreólise a laser é tratamento primário seguro mas moderadamente eficaz conferindo benefício clínico a um terço dos pacientes.
É necessário um acompanhamento semestral com mapeamento de retina, exame simples que visualiza o fundo do olho, para verificar se há evolução na degeneração do humor vítreo e se existem ruturas na retina, podendo ser necessário o isolamento destas áreas de rutura com laser para impedir uma progressão para um rasgo ou descolamento da retina.